# Komet (HSK 7)
La Komet era un incrociatore ausiliario della Kriegsmarine che trovò impiego come nave corsara durante la seconda guerra mondiale. Conosciuta anche come HSK 7 (Hilfskreuzer 7 - incrociatore ausiliario 7), Schiff 45 (per la Kriegsmarine) e col codice B per la Royal Navy, l'unità è celebre per la sua lunga crociera nelle acque del Pacifico, dove giunse dopo essere stata l'unica unità corsara tedesca ad aver attraversato le acque del Mar Glaciale Artico durante il conflitto.

## Primo viaggio (3 luglio 1940 - 30 novembre 1941)

### La traversata artica
Originariamente costruita nel 1937 come nave da carico Ems, la nave venne requisita dalla marina militare tedesca nel 1939 e presto convertita in un'unità destinata per la guerra corsara. I lavori di modifica della struttura dell'imbarcazione furono portati a termine presso Amburgo, e richiesero particolari accorgimenti. Essendo la più piccola delle unità progettate per la guerra corsara infatti, la Komet venne fin da subito progettata per affrontare le difficili traversate artiche, il che rese necessario dotarla di una prua rinforzata adatta ad affrontare il viaggio fra i ghiacci.
Affidata al comando del capitano di vascello Robert Eyssen, la Komet salpò da Gotenhafen il 3 luglio del 1940 con un equipaggio di 270 uomini (251 marinai e 19 ufficiali). Originariamente sarebbe dovuta essere accompagnata dalla nave cisterna Esso, cui sarebbe spettato il compito di rifornirla di acqua e carburante, ma la nave di supporto fu costretta dopo solo un giorno a tornare indietro. Dopo una breve tappa a Bergen il 9 luglio dunque, l'unità corsara riprese da sola la sua corsa verso i mari del nord.
L'attraversamento delle acque territoriali sovietiche fu reso possibile dalla firma, nel 1939, del patto Molotov-Ribbentrop, che consentì alla Komet di transitare nel Mar Glaciale Artico, camuffata da rompighiaccio sovietica (la Semyon Dezhnev). Dopo circa due mesi di navigazione nelle acque della Siberia, durante i quali ricevette il supporto di unità navali della Flotta Rossa come le navi rompighiaccio Lenin e Stalin (per molti dei membri dell'equipaggio tedesco si trattava infatti della prima esperienza di navigazione nelle acque artiche), la Komet passò lo Stretto di Bering all'inizio di settembre, giungendo così nelle acque dell'Oceano Pacifico; dopo aver perso, il 2 ottobre, il proprio aereo da ricognizione a causa di un incidente, si diresse a quel punto verso le isole Caroline sotto controllo giapponese. Nel piccolo atollo di Lamotrek si incontrò con la corsara Orion e la nave d'appoggio Kulmerland, ed iniziò la sua caccia al naviglio mercantile alleato transitante nell'area al largo della Nuova Guinea.

### Prime azioni nel Pacifico
In squadra con le altre due unità e sotto le spoglie di mercantile neutrale giapponese (il Manyo Maru), la Komet affondò il 25 novembre il cargo neozelandese Holmwood e, due giorni dopo (in collaborazione con la Orion), la nave passeggeri Rangitane, impossessandosi del ricco carico di derrate alimentari che questa trasportava. Il 6 dicembre la squadra tedesca giunse nei pressi dell'isola australiana di Nauru, nelle cui vicinanze intercettò casualmente ed affondò nei giorni successivi cinque navi mercantili alleate, per 26.000 tonnellate complessive. Nello specifico, la Komet affondò tre navi (la Triona, la Vinni e la Komata). Vennero inoltre fatti prigionieri oltre 500 membri degli equipaggi dei navigli affondati, che furono sbarcati in seguito sull'isola di Emirau.

### L'attacco a Nauru
Verso la fine di dicembre il comandante Eyssen si diresse verso il porto di Rabaul col progetto di minarne l'ingresso, ma un guasto al motore della lancia adibita all'operazione lo costrinse a desistere. La Komet si diresse quindi verso l'isola di Nauru, che ospitava una serie di infrastrutture industriali per l'estrazione di fosfati. L'idea originale di Eyssen, un vero e proprio sbarco sull'isola, fu ben presto abbandonata a causa delle cattive condizioni meteorologiche. Il 27 dicembre, dopo avere preannunciato l'attacco alle autorità locali, la nave corsara aprì il fuoco danneggiando gravemente le piattaforme di carico del porto (che torneranno alla piena operatività solo dopo la fine della guerra) e causando la distruzione di 13.000 tonnellate di carburante. La produzione di fosfati sull'isola riprese a pieno ritmo solo alcuni anni dopo il termine del conflitto.
Dopo l'azione di Nauru (che si può legittimamente considerare il maggior successo delle navi corsare tedesche nel teatro del Pacifico durante la guerra e che fruttò a Eyssen il titolo di contrammiraglio, attribuitogli il 1 gennaio 1941), la Komet ricevette l'ordine di dirigersi verso l'Oceano Indiano puntando verso sud, alla ricerca di navi baleniere. Il successo nel nuovo teatro operativo fu però scarso (anche a causa delle crescenti precauzioni prese dall'ammiragliato britannico nei confronti dei propri mercantili, sempre più spesso scortati da navi di supporto). La nave raggiunse le coste dell'Antartide il 16 febbraio, per poi fare scalo il 6 marzo 1941 alle isole Kerguelen, nei pressi delle quali ebbe modo di incontrare la Pinguin, altra nave corsara che di li a poco sarà affondata dalla marina britannica.

### Operazioni nell'Atlantico e nelle Galapagos

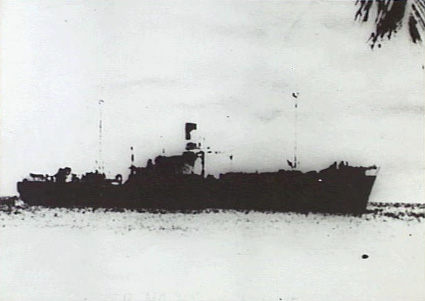
Il profilo della Komet in navigazione

Dopo alcuni mesi di caccia senza successo nei mari indiani, il comandante Eyssen fece rotta verso il canale di Panama, nella speranza di trovare nuove prede fra i convogli della zona di sicurezza panamericana, che il comando tedesco aveva da poco dichiarato violabile. Dopo essere stata rifornita il 14 di luglio dalla nave-cisterna Annaliese Essberger la corsara, ancora sotto le spoglie di mercantile giapponese, incrociò ed affondò nella data del 14 di agosto il cargo Australind al largo delle isole Galápagos. Tre giorni dopo fu la volta della nave olandese Kota Nopan, che venne risparmiata dall'affondamento anche in ragione del suo prezioso carico di materie prime (più di 2.000 tonnellate complessive di stagno e manganese). Nel mezzo delle operazioni di trasferimento, il 19 agosto la Komet venne scoperta dal mercantile Devon, il cui carico venne considerato senza valore, e che venne pertanto affondato. Eccetto alcune vittime, i membri dell'equipaggio delle tre navi catturate vennero tratti in salvo dai marinai tedeschi e presi come prigionieri di guerra.

### Oceano Pacifico e rientro
Le tre vittime fatte nel giro di pochi giorni suggerirono ad Eyssen di spostarsi, per paura di essere fatto oggetto di caccia da parte alleata. Portandosi dietro il Kota Nopan catturato, la Komet si diresse pertanto verso la Nuova Zelanda, al largo della quale si incontro, verso la fine di settembre, con la Atlantis, cui cedette parte del proprio carico di merci e prigionieri. Ricevuto l'ordine di rientrare in Germania, la nave fece rotta verso Capo Horn, dirigendosi a velocità ridotta verso l'Atlantico settentrionale, camuffata questa volta da mercantile portoghese (il S. Thomé).
Liberatasi della Kopa Notan (che arriverà come preda di guerra con il suo carico a Bordeaux il 17 novembre), la Komet venne avvistata al largo delle Azzorre da due U-Boote, che la scortarono fino al rientro. Il 26 novembre entrò nel porto di francese di Cherbourg (dopo aver preso le sembianze del cargo Sperrbrecher 52). Il giorno successivo fece brevemente sosta a Le Havre, da dove partì per l'ultimo tratto del suo lungo viaggio di ritorno verso la Germania. Scortata da diverse unità, riuscì a sopravvivere agli attacchi di alcuni siluranti inglesi che pattugliavano il canale della Manica, subendo solo alcuni danni superficiali. Dopo aver sbarcato i prigionieri che aveva a bordo a Cuxhaven, il 30 novembre la nave corsara giunse finalmente nel porto di Amburgo, terminando così la sua prima crociera, dopo un totale di 516 giorni di navigazione e più di 87.000 miglia nautiche percorse. Compresi gli affondamenti effettuati in coppia con la Orion, il risultato del lungo viaggio fu di 41,568 tonnellate complessive di naviglio alleato distrutto o catturato.

## Secondo viaggio (7 - 14 ottobre 1942) ed affondamento
Dopo 11 mesi di riparazione e messa a nuovo, nell'ottobre del 1942 la Komet venne destinata ad una seconda crociera. Solo due membri dell'equipaggio che avevano preso parte alla prima erano rimasti a bordo, ed il comando dell'unità venne questa volta assegnato al quarantaduenne capitano di vascello U. Brocksien.
Il 7 ottobre 1942 la nave, camuffata da dragamine, salpò per il suo secondo viaggio dal porto olandese di Flessinga, puntando verso l'Atlantico. Dopo una sosta a Dunquerque, il 12 ottobre l'unità riprese il viaggio verso Le Havre, ma venne intercettata da una squadriglia inglese, che attaccò il convoglio di scorta della nave. Brocksien si rifiutò di modificare la sua rotta per cercare riparo, e nella notte del 14 ottobre la Komet venne centrata da due siluri, che ne causarono l'affondamento e la morte di tutti i 251 membri dell'equipaggio.

## La scoperta del relitto
Nel 2006 il relitto della Komet fu individuato dopo una lunga ricerca nei pressi di Cap de l'Hague dall'archeologo nautico inglese Innes McCartney, che ne appurò definitivamente le cause dell'affondamento.